# Damernas lagtävling i florett vid olympiska sommarspelen 1992
Damernas lagtävling i florett i de olympiska fäktningstävlingarna 1992 i Barcelona avgjordes den 3-4 augusti.

## Medaljörer
| Event        | Guld | Silver                                                                                          | Brons                                                                                      |
| Florett, lag | Italien Diana Bianchedi Francesca Bortolozzi-Borella Giovanna Trillini Dorina Vaccaroni Margherita Zalaffi | Tyskland Sabine Bau Zita Funkenhauser Annette Dobmeier Anja Fichtel-Mauritz Monika Weber-Koszto | Rumänien Reka Szabo-Lazar Claudia Grigorescu Elisabeta Tufan Laura Badea Roxana Dumitrescu |

## Laguppställningar
| Kanada - Thalie Tremblay - Renée Aubin - Hélène Bourdages - Shelley Steiner-Wetterberg - Marie-Françoise Hervieu Kina - E Jie - Liang Jun - Wang Huifeng - Xiao Aihua - Ye Lin Frankrike - Camille Couzi - Gisèle Meygret - Laurence Modaine-Cessac - Julie-Anne Gross - Isabelle Spennato Tyskland - Zita-Eva Funkenhauser - Sabine Bau - Anja Fichtel-Mauritz - Monika Weber-Koszto - Annette Dobmeier | Storbritannien - Fiona McIntosh - Linda Strachan - Julia Bracewell - Amanda Ferguson - Sarah Mawby Ungern - Gabriella Lantos - Ildikó Nébaldné Mincza - Zsuzsa Némethné Jánosi - Ildikó Pusztai - Gertrúd Stefanek Italien - Giovanna Trillini - Margherita Zalaffi - Francesca Bortolozzi-Borella - Diana Bianchedi - Dorina Vaccaroni Polen - Katarzyna Felusiak - Monika Maciejewska - Anna Sobczak - Barbara Wolnicka-Szewczyk - Agnieszka Szuchnicka | Rumänien - Reka Zsofia Lazăr-Szabo - Claudia Grigorescu - Elisabeta Guzganu-Tufan - Laura Cârlescu-Badea - Roxana Dumitrescu Sydkorea - I Jeong-Suk - Sin Seong-Ja - Kim Jin-Sun - Jang Mi-Gyeong - Jeon Mi-Gyeong OSS - Jelena Glikina - Jelena Grisjina - Tatjana Sadovskaja - Olga Velitjko - Olga Vosjtjakina USA - Caitlin Bilodeaux - Mary O'Neill - Molly Sullivan - Ann Marsh - Sharon Monplaisir |